# Rörmokare

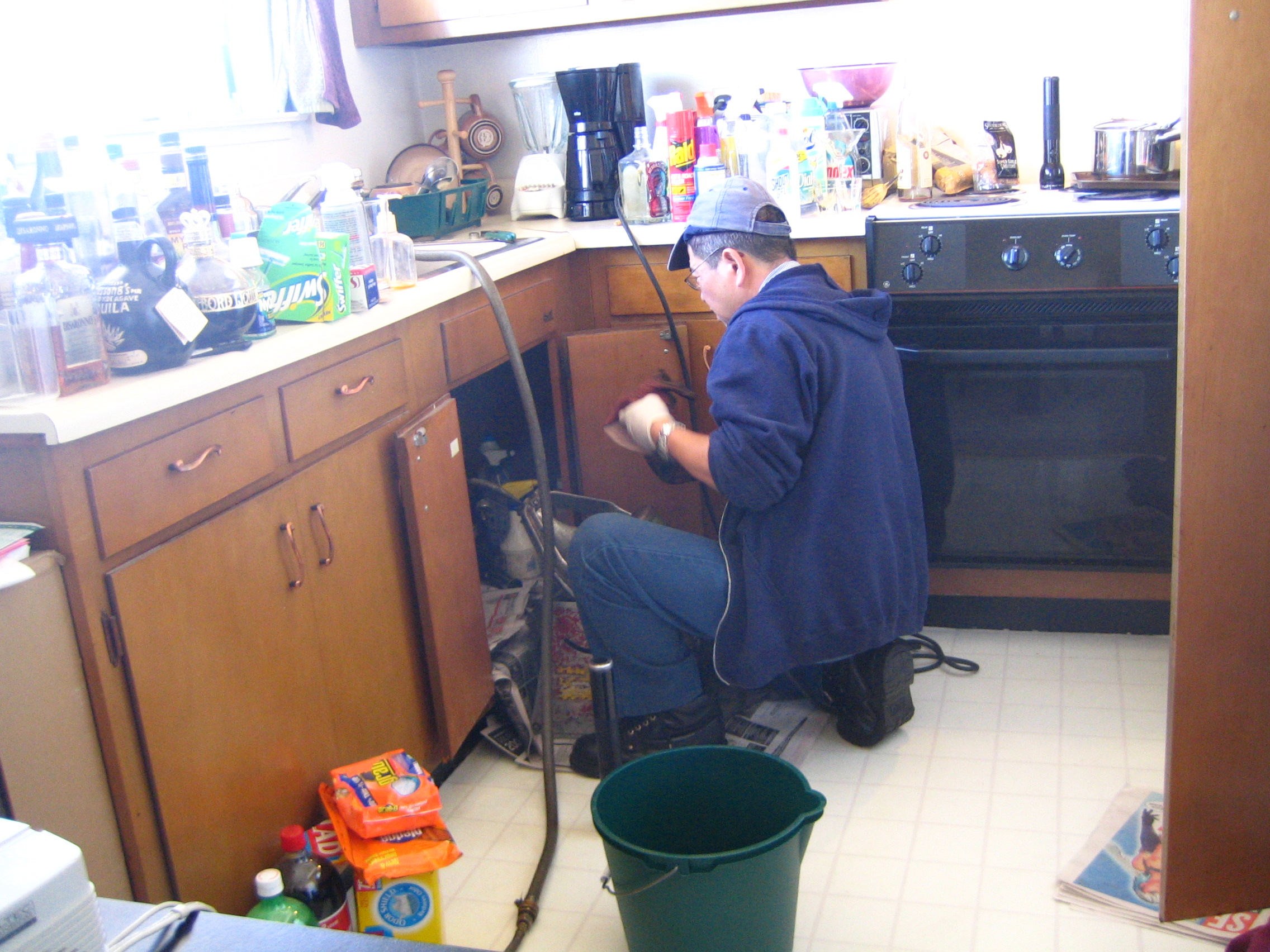
VVS-montör i arbete.

Rörmokare, rörläggare eller VVS-montör (fackspråk, för: värme, ventilation och sanitet) är ett yrke som bygger på installation och reparation av VVS-anläggningar i byggnader med mera. Förutom rör kan dessa anläggningar bestå av värmepumpar, elpannor, solvärme, varmvattenberedare, värmeelement, fläktar, klimatanläggningar samt sanitetsporslin.
Arbetsförmedlingen bedömer (augusti 2018) att VVS-montörer har mycket goda möjligheter till arbete både på ett års sikt och på fem års sikt.

## Utbildning
VVS-montör kan man bli i Sverige genom att först gå den treåriga gymnasieutbildningen VVS- och fastighetsprogrammet (tidigare Energiprogrammet) med inriktning VVS. Efter det går man 850 timmar multiplicerat med 4 perioder, alltså cirka två år som lärling på ett företag. Därefter avlägger man branschprov för att bli branschcertifierad VVS-montör. Alternativet är att direkt bli företagslärling under förutsättning att ett företag är villigt att åta sig utbildningsansvar och är anslutna till kollektivavtal. Under lärlingstiden kompletterar man med gymnasiebetyg i matte, svenska och engelska. Lärlingsperioden avslutas med samma branschprov som för gymnasieutbildade vvs-montörer. 
Från hösten 2023 ska gymnasieskolans yrkesprogram ge grundläggande behörighet till högskola och universitet. 

## Rörmokare i kulturen
Mario och Luigi, två av datorspelsvärldens mest kända figurer är kanoniskt rörmokare.
I Ben 10-serien kallar sig den huvudsakliga intergalaktiska brottsbekämpande organisationen för rörmokare som täcknamn.